# Мостовой, Станислав Владимирович
Станислав Владимирович Мостовой (род. 13 сентября 1982, Ленинград) — российский оперный певец (тенор).

## Биография
Станислав Владимирович Мостовой родился в 1982 году в семье музыкантов. В 1989 году он поступил в Хоровое училище имени Глинки, где получил основные профессиональные навыки. Мостовой окончил училище с отличием и в 2000—2005 годах продолжил обучение в Петербургской консерватории имени Римского-Корсакова, его преподавателем по дирижированию был Валерий Успенский, по вокалу — Михаил Егоров. В 2007—2008 годах принял участие в мастер-классах Виргилиуса-Кястутиса Норейки и Шерил Студер. В 2009—2012 годах проходил стажировку в Центре оперного пения Галины Вишневской.
В декабре 2011 года стал приглашенным солистом Большого театра, а в сентябре 2012 года — солистом его оперной труппы. В репертуар Станислава входят произведения И. С. Баха, В. А. Моцарта, Ф.Шуберта, Р.Шумана, Дж. Верди, Дж. Пуччини, Ф.Чилеа, Дж. Россини, Ж.Бизе, Ж.Массне, Ш.Гуно, М.Глинки, П.Чайковского, А.Бородина, Н.Римского-Корсакова, С.Рахманинова, И.Стравинского и многих других.

## Награды
2012 г. — лауреат Конкурса оперных артистов Галины Вишневской (III премия, приз зрительских симпатий).